# هيثر هاليت
هيثر هاليت (بالإنجليزية: Heather Hallett)‏ هي قاضية بريطانية، ولدت في 16 ديسمبر 1949.